# Piedra caliza de Indiana

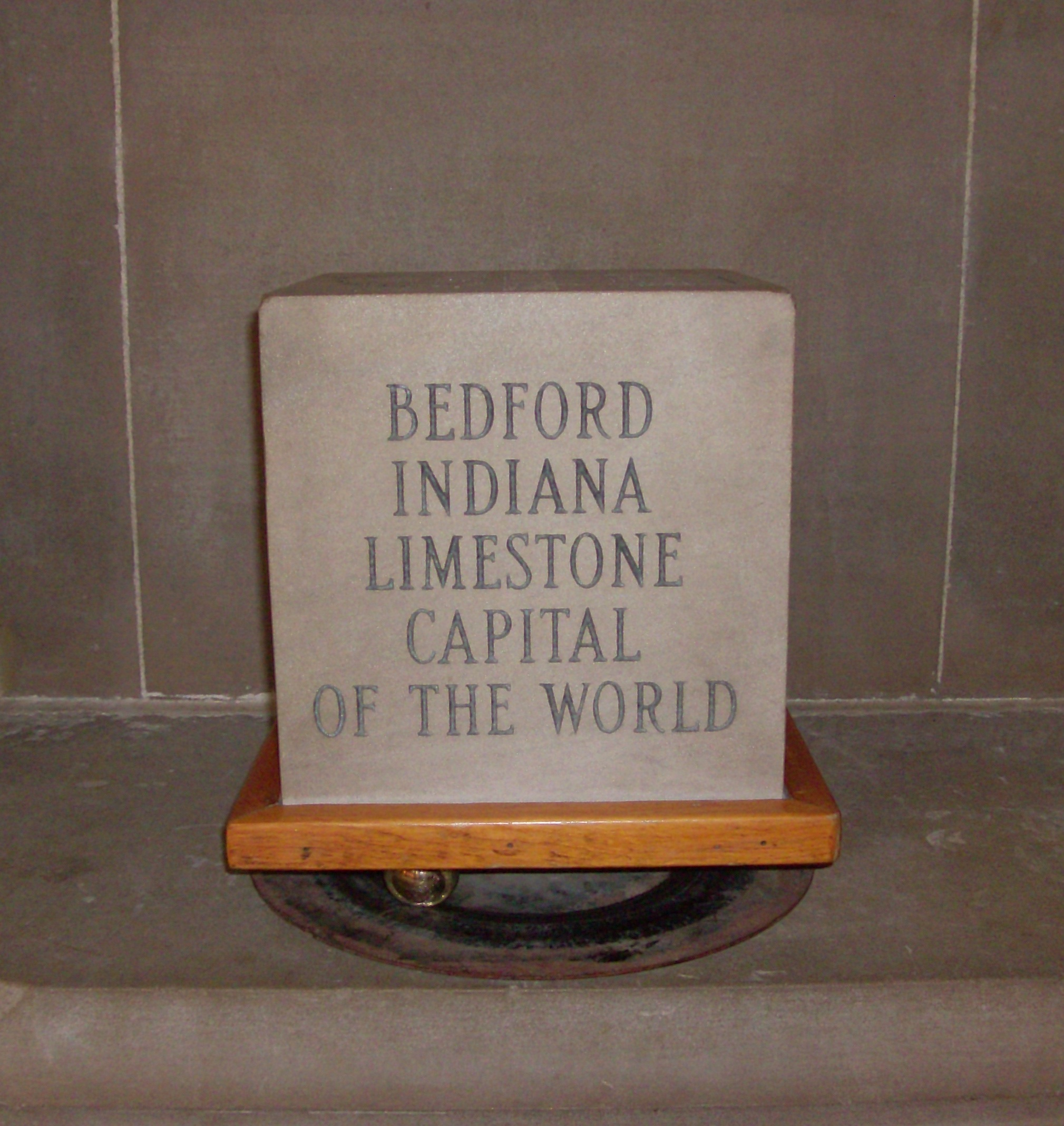
Exposición en la Casa del Estado de Indiana promocionando Bedford, Indiana como la "Capital mundial de la piedra caliza".

La piedra caliza de Indiana, también conocida como piedra caliza de Bedford, ha sido durante mucho tiempo un material de construcción económicamente importante, particularmente para estructuras públicas monumentales. La piedra caliza de Indiana es un término más común para la piedra caliza de Bedford, una formación geológica que se extrae principalmente en el centro sur de Indiana, Estados Unidos, entre las ciudades de Bloomington y Bedford.
Se ha observado que Bedford, Indiana, tiene la piedra caliza extraída de la más alta calidad en los Estados Unidos. La piedra caliza de Bedford, como toda la piedra caliza, es una roca formada principalmente por carbonato de calcio. Fue depositado durante millones de años a medida que los fósiles marinos se descomponían en el fondo de un mar interior poco profundo que cubría la mayor parte del actual medio oeste de los Estados Unidos durante el Período Misisípico

## Historia

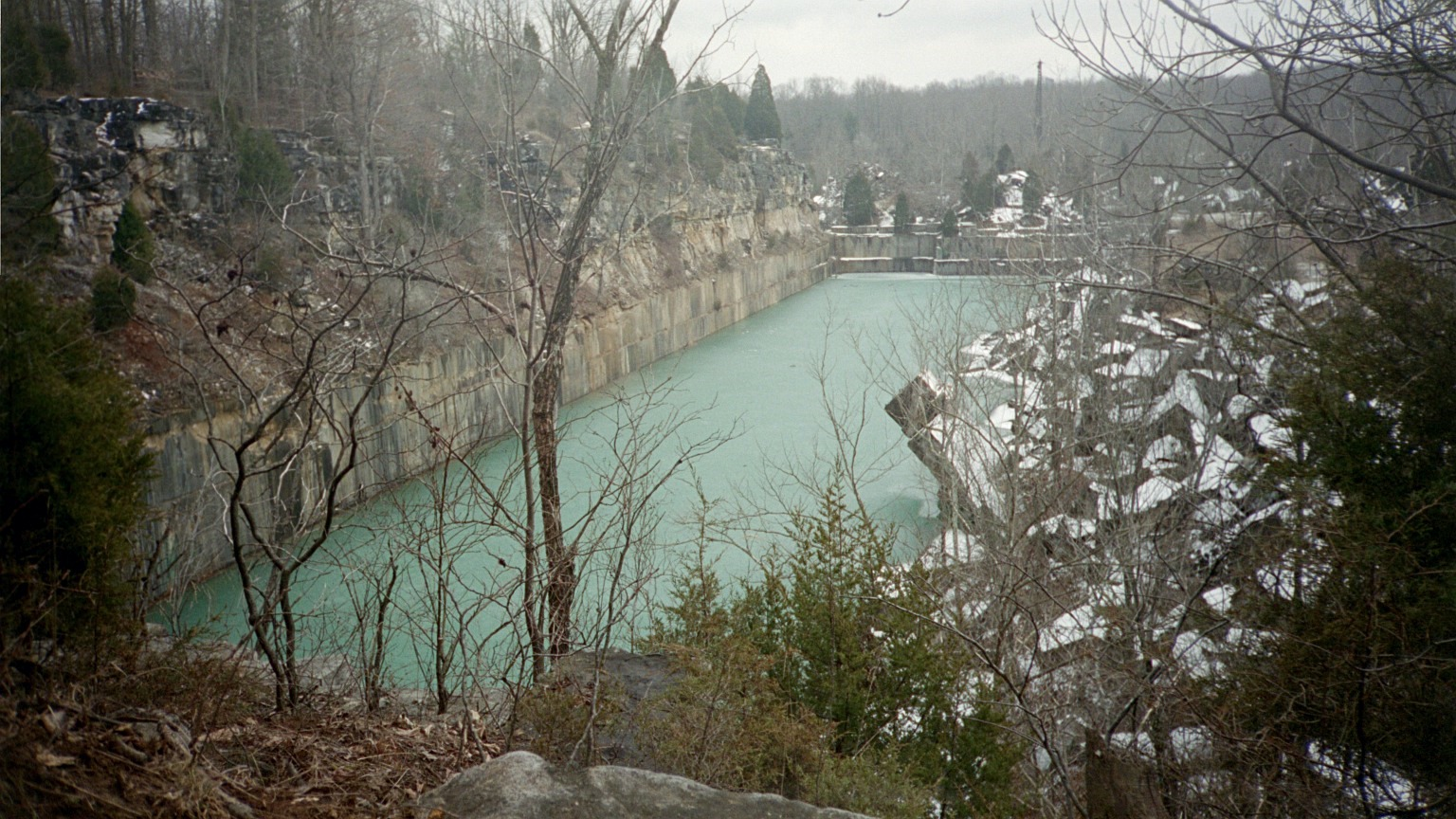
Cantera Sanders en el condado de Monroe, Indiana

Los pueblos nativos de los Estados Unidos fueron las primeras personas en descubrir la piedra caliza en Indiana. No mucho después de su llegada, los colonos estadounidenses usaron esta piedra alrededor de sus ventanas y puertas y para monumentos en las ciudades. La primera cantera se inició en 1827, y en 1929 las canteras de Hoosier produjeron 340 000 m3 de piedra utilizable. La expansión de los ferrocarriles trajo una gran necesidad de piedra caliza para construir puentes y túneles e Indiana fue el lugar para conseguirla.
La arquitectura estadounidense de finales del siglo XIX y principios del XX incluyó una gran cantidad de trabajos de detalles de piedra caliza en los edificios, pero a medida que los estilos arquitectónicos cambiaron, también lo hizo la demanda de piedra caliza. La piedra caliza de Bedford fue designada oficialmente como la piedra del estado de Indiana por la Asamblea General de Indiana en 1971. Con la crisis del petróleo de 1973, el precio de los materiales de construcción alternativos se disparó, por lo que la piedra caliza de Indiana resurgió como un material de construcción energéticamente eficiente.

## Uso en edificios notables
Muchos de los edificios oficiales de Indiana, como el edificio del capitolio estatal, los monumentos en el centro de Indianápolis, la Facultad de Derecho Robert H. McKinney de la Universidad de Indiana, muchos edificios universitarios y el Centro de Gobierno de Indiana, y la mayoría de los 92 juzgados del estado son todos ejemplos. de la arquitectura de Indiana hecha con piedra caliza de Indiana. La mayor parte de la Universidad de Indiana Bloomington, se construyó con piedra caliza. La iglesia episcopal de San Agustín de 1959, de gran importancia arquitectónica, en Gary, utiliza piedra caliza de Indiana en el interior. La Iglesia Ortodoxa Serbia de Saint Sava en Merrillville, consagrada en 1991 y galardonada con el Premio de la Medalla de Oro a la excelencia en el diseño de mampostería, utiliza piedra caliza de Indiana en su fachada exterior.
A escala nacional, la piedra caliza de Indiana ha sido durante mucho tiempo parte de un mercado de alta gama. Se ha utilizado principalmente en el exterior de hogares y edificios comerciales y gubernamentales.

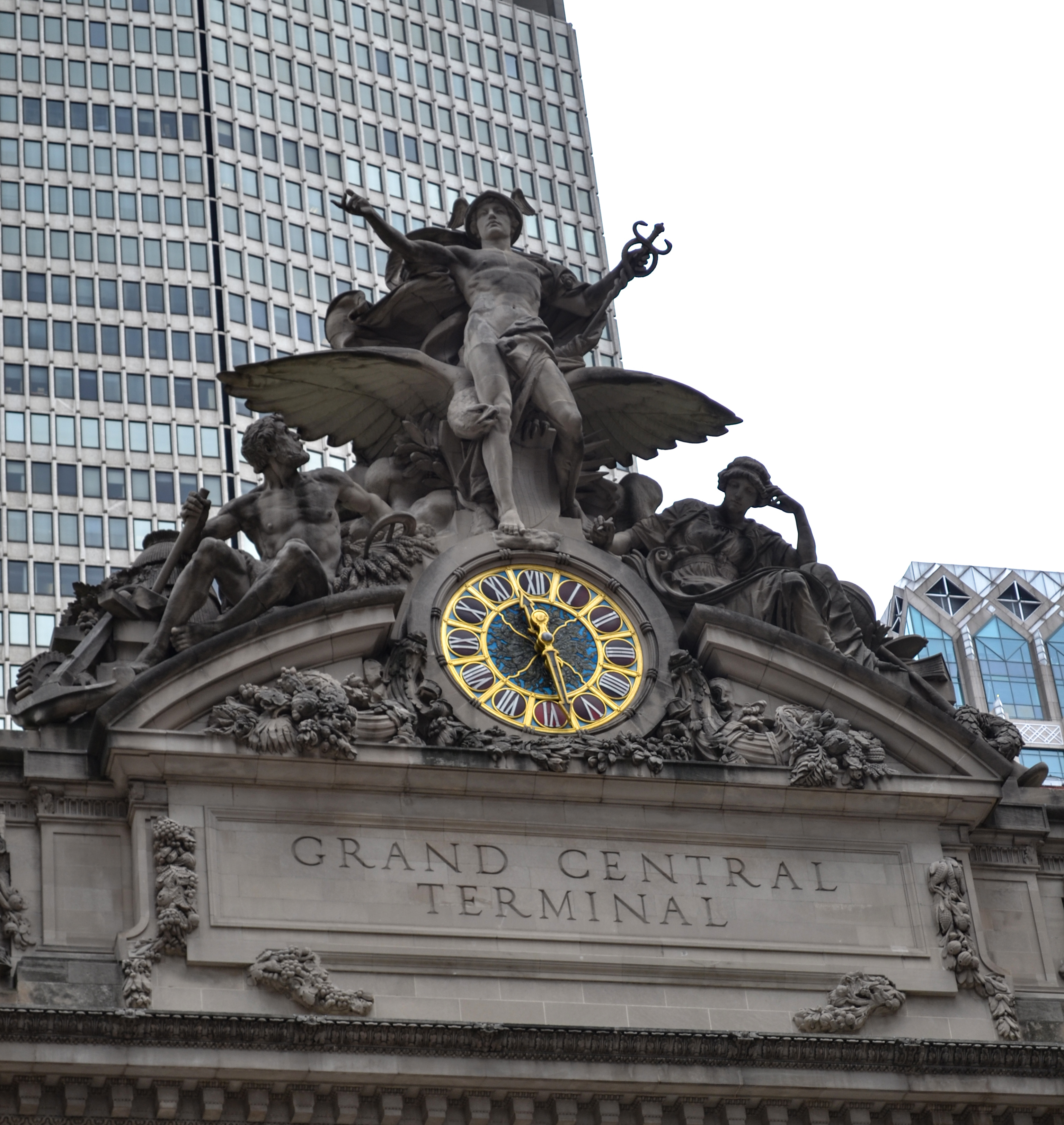
Glory of Commerce, un célebre grupo escultórico sobre la fachada de la Grand Central Terminal de Nueva York, está hecho de piedra caliza de Indiana.

Muchos edificios públicos prominentes en los Estados Unidos, como la Catedral Nacional, Biltmore Estate, Empire State Building, el Pentágono, The Crescent en Dallas y el Hotel Pennsylvania, cuentan con piedra caliza de Indiana en sus exteriores. De los 50 edificios que conforman el Capitolio de los Estados Unidos, 35 son de piedra caliza de Indiana. Se usó ampliamente en la reconstrucción de Chicago tras el Gran Incendio de 1871. También es de este material el grupo escultórico sobre la fachada principal de la Grand Central Terminal de Nueva York, conocido como Glory of Commerce (obra de Jules-Félix Coutan, incluye representaciones de Minerva, Hércules y Mercurio; en su inauguración en 1914, fue considerado el grupo escultórico más grande del mundo).
La piedra caliza de Indiana también está ampliamente representada en la arquitectura de Detroit, una ciudad con un notable desarrollo urbano a principios del siglo XX. Entre los edificios construidos con este material se encuentran el Templo Masónico, el Penobscot Building, el Detroit News Building y el Film Exchange Building.
Los edificios originales de los años 1930 del Rockefeller Center utilizan piedra caliza de Bedford. En 1955, el exterior del Capitolio de Tennessee se renovó utilizando piedra caliza de Indiana para reemplazar la piedra caliza de Tennessee de peor calidad que había comenzado a deteriorarse. La piedra caliza de Indiana se utilizó en la reconstrucción del Pentágono después del ataque del 11 de septiembre de 2001. El proyecto tomó alrededor de 424 m3 de piedra y se volvió a dedicar exactamente un año después del atentado. El nuevo Yankee Stadium en El Bronx, que se inauguró en 2009, utiliza ampliamente paneles de piedra caliza de Indiana en su fachada exterior.

### En universidades
La piedra caliza de Indiana ha sido particularmente popular para la construcción de edificios universitarios. El campus neogótico de la Universidad de Chicago está construido casi en su totalidad con piedra caliza de Bedford; de acuerdo con la tendencia de los edificios posteriores al incendio que utilizan el material. El campus de la Universidad de Washington en St. Louis, tanto para nuevas construcciones como para edificios originales, utiliza piedra caliza de Indiana en su arquitectura gótica colegiada. Muchos edificios en el lado norte de la Universidad Estatal de Míchigan usan piedra caliza de Indiana. 
La Cathedral of Learning, un rascacielos neogótico de 42 pisos que es el edificio educativo más grande del hemisferio occidental, junto con otros edificios cercanos de la Universidad de Pittsburgh, están revestidos con piedra caliza de Indiana. La Sala Capitular de la Sociedad St. Anthony en la Universidad de Yale también está construida con piedra caliza de Indiana. Ambas estructuras del Palacio de Justicia del Condado de Kenosha y la Cárcel en Kenosha, Wisconsin, fueron construidas con piedra caliza. Esta piedra se utilizó tan al norte como el Hotel Macdonald en Edmonton. El Capitolio de Nebraska está revestido con piedra caliza de Indiana, después de que la piedra caliza nativa se considerara demasiado propensa a la intemperie.
Con el impacto de la lluvia ácida, la piedra caliza de Indiana no se usa con tanta frecuencia en los monumentos hoy en día como lo fue en el siglo XIX y principios del XX.